# Мала Супоївка
Мала́ Супо́ївка — село в Україні, у Броварському районі Київської області. Входить в склад Згурівської селищної громади. Населення становить 336 осіб. Розташоване при річці Малий Супій. 
Площа населеного пункту — 380,4 га. Дворів — 387, населення станом на 1 січня 2011 року становило 495 осіб.

## Історія Малої Супоївки
Мала Супоївка має давню і багату історію.
Село дістало свою назву від малої однойменної річечки, що в'ється в кінці кожної садиби і що утворила чотири ставки, наповнені рибою, на берегах яких ростуть горді білолисті тополі, берези.
Німими свідками того, що на цьому місці вже в сиву давнину були поселення, є два кургани поблизу села. Вони підтверджують, що тут проходили жорстокі битви наших предків з половцями, монголами, литовцями, поляками, московитами і шведами, які приходили сюди, щоб пограбувати або володарювати й експлуатувати місцеве населення. Внаслідок жорстоких міжусобних боїв між князями Чернігівськими та Переяславськими за право володіння, повністю знищено всі поселення на р. Супій. Руйнацію довершив монголо-татарський напад. Лише після вигнання монголів почалося нове заселення цих спустошених місць.
Ось чому можна, але дуже умовно вважати, що Мала Супоївка, як нове поселення, бере початок з XIII століття. У свій час землі були захоплені литовськими князями, які знущалися з підкореного населення. Найжорсткішим[джерело?] же був російський поміщик Романович-Славатинський, який при річці Малий Супій  розташував свій величезний маєток, що за даними Переяславської земельної управи, мав понад чотири тисячі душ кріпаків і був одним з найбагатших на Переяславщині. Він же організував хутір Малосупоївський, що згадується в списках населених місць Російської імперії 1860 року: «Хутор владельческий Малосупоевский, дворов 75: мужчин 241, женшин 252 души».
На мапах 1869-1871 років хутір Малосупоївський відсутний, але є у межах сучасного села Мала Супоївка група хуторів Малосупоївських: Беців, Винохівського та Слоготинського.
Люди працювали по 14-16 годин, заробляючи по 20-30 копійок на день. У 1861 році після звільнення від кріпацтва створено хутори-общини. Навколо цих хуторів пан виділив певну частину своєї землі для «своїх» селян-кріпаків. Наділену землю потрібно було викупити за певний час (3-4 роки), банк навіть давав кредити, але за несвоєчасну сплату за кожного громадянина відповідала община, і якщо у встановлений термін за векселем не виплачено в банк гроші, тоді скасовували продаж, виплачені гроші не поверталися, а земля переходила до позикодавця. Щоб прогодувати свою сім'ю, добра половина фізично здорових людей виїжджали у Таврію (Херсонщина, Дніпропетровщина), а частина — на Амур, до Оренбурзької та Курганської губерній.
У 1897—1899 роках земство, завдяки матеріальній допомозі населення, побудувало приміщення з однією кімнатою — школу на 50 дітей з 4-річним терміном навчанням. Першою вчителькою була Марія Миколаївна Гірман. Навчалися тільки діти заможних, більшість же були неграмотними. Свою дитину віком 8-9 років батьки віддавали в найми, таким чином малюки заробляли. Другу школу збудовано в 1916 році.
1910 року - група хуторів Малосупоївських - Славатинського, Висоцький, Купчинського Лехнівської волості Переяславського повіту Полтавської губернії.
1912 року хутір Малосупоївський мав 265 мешканців.
Населення села на 1917 р. налічувалося 1345 осіб. Було 19 вітряків.
Першу сільську раду збудовано у 1922 році, головою сільвиконкому обраний Володимир Миколайович Дужак. У 1925 р. утворено товариство по спільному обробітку землі. У 1927 р. сільську раду очолив Кийко Михайло Пилипович, який одночасно був і головою комнезаму. Цього ж року побудовано приміщення для сільської ради та бібліотеки. У 1928 р. створено Малосупоївське сільське споживче товариство, головою якого був А. А. Тур.
У 1929 р. створено сільськогосподарську артіль «Боротьба», яку очолював Кийко Ларіон Андрійович. У 1937 р. на базі артілі утворено два колгоспи — ім. Ворошилова та ім. Сталіна. Селяни переважно займалися вирощуванням різних сільськогосподарських культур та збирали хороші врожаї.
Війна 1941—1945 рр. завдала великої шкоди: нацисти розграбували майно та, підпаливши село, знищили майже всі будівлі.
Після війни селяни не шкодуючи сил розпочали відбудовувати власні оселі та потроху відроджувати колгоспне господарство. Найкращі доярки надоювали по 2130 л молока від корови. У 1965 році доярка Литус Катерина Марківна нагороджена медаллю «За трудову доблесть», а доярка Рокитько Марія Іванівна відзначена двома орденами Леніна та орденом Жовтневої революції.
У 1966 р. в школі вже навчалося 200 дітей, працювало 13 вчителів, з них 8 — із вищою освітою.
До 1 грудня 1986 року село входило до складу Баришівського району. З 1 грудня 1986 року входило до складу Згурівського району.
На території села проживають громадяни, які за високі досягнення в праці були відзначені державними нагородами, серед них — Тур Ніна Миколаївна, Галушко Василь Андрійович, Рокитько Любов Михайлівна, Черненко Катерина Трохимівна та багато інших.

## Сьогодення
На сьогодні село активно розвивається, розростається. Тут функціонують фельдшерсько-акушерський пункт, сільський клуб, сільська бібліотека, відділення зв'язку, магазини.
Заасфальтовано 10 км доріг з дванадцяти. Село має автоматичну телефонну станцію на 125 абонентів. Автобусне сполучення з районним центром м. Яготин та м. Березань. Автобус курсує тричі на день до залізничної станції.
Нині на території села утворено два господарства — ТОВ «Обрій» та ТОВ «Супій», працює цегельний завод, що належить ТОВ «Київ-будівельник» (керівник А. А. Мирида). ТОВ «Обрій» з року в рік вирощує високі врожаї, у чому велика заслуга генерального директора Кийка Анатолія Миколайовича, його господарським здібностям і небайдужим ставленням до землі.
Уся земля, а це здебільшого чорноземи, знаходиться в обробітку. Керівництво ТОВ «Обрій», з метою підвищення високої продуктивності праці, придбало нову техніку: сівалки, зернозбиральний комбайн, трактори. Допомагають в роботі А. М. Кийка — Проценко Микола Миколайович, Животок Валентина Іванівна, Сухопара Ірина Миколаївна, Винник Олексій Іванович.
10 років, з 1998 р., селяни обирають сільським головою Литуса Михайла Петровича. На місцевих виборах 2015 року було обрано Феника Ігоря Віталійовича, який з 2010 року був депутатом сільської ради та зробив чимало корисних справ для села.

## Населення
За даними Всеукраїнського перепису 2001 року, у селі проживало 576 осіб. З них своєю рідною мовою вказали:
| Мова       | Кількість осіб | Відсоток |
| ---------- | -------------- | -------- |
| українська | 564            | 97,92 %  |
| російська  | 11             | 1,91 %   |
| білоруська | 1              | 0,17 %   |